# Scott Baker
Scott Baker (Chicago, 29 de setembre de 1947) és un escriptor estatunidenc de ciència-ficció, fantasia i terrer. Pot ser l'única persona que té un Màster en arts en ficció especulativa (Goddard College). Després de passar vint anys a París, viu a Califòrnia, a Pacific Grove.
La seva primera novel·la de ciència-ficció, Symbiote's Crown, publicada el 1978 als Estats Units i el 1981 a França, va rebre el Premi Apollo el 1982. Va rebre el World Fantasy Award al millor relat curt el 1985 per Still Life with Scorpion i va ser nominat per a aquest premi tres vegades més. Scott Baker és coautor del guió de la pel·lícula francesa Litan: La Cité des spectres verts que va rebre el Premi de la Crítica al Festival internacional de cinema fantàstic d'Avoriaz el 1982 i el premi al millor guió al XV Festival Internacional de Cinema Fantàstic i de Terror; també va treballar en altres pel·lícules franceses.
Va escriure alguns llocs web per a Who Killed Evan Chang, l'anell de llocs per a la pel·lícula de A.I. Artificial Intelligence (Warner Bros., 2001).
Scott Baker va ser jutge del World Fantasy Award i del Philip-K.-Dick Award.

### Novel·les
- Symbiote's Crown (1978) [Premi Apollo][3] ISBN 978-0425038390
- Nightchild (1979) ISBN 0671469312
- Dhampire (1982) ISBN 0671446665
- Drink the Fire from the Flames (1987) (Ashlu) ISBN 0812531477
- Firedance (1986) (Ashlu) ISBN 0812531450
- Webs (1989) ISBN 0812515587
- Ancestral Hungers (1996) ISBN 031285868X

### Novel·les curtes
- Nouvelle recette pour canard au sang (1983)
- Fringales (1985)
- Aléas (1985)
- Flatsquid Thrills (1982)
- The Path (1982)
- The Lurking Duck (1983) (World Fantasy nominee)[4]
- Still Life with Scorpion (1984) (World Fantasy winner)[5]
- Sea Change (1986) (Locus Awards nominee)[6]
- Nesting Instinct (1987) (World Fantasy nominee)[7]
- The Sins of the Fathers (1988)
- Varicose Worms (1989) (World Fantasy nominee,[8] Locus Awards nominee)[9]
- Alimentary Tract (1990)
- The Jamesburg Incubus (1990)
- Virus Dreams (1993)
- Prospero (1993)
- Full Fathom Deep (1995)
- Feral Frolics (2014)